# Pliés en 4
Pliés en 4 est une émission de télévision française d'humour présenté par Cyril Hanouna. Diffusée du 4 février 2008 au 1er avril 2010 sur France 4, elle se décline en une version quotidienne (Pliés en 4, la quotidienne) et une version hebdomadaire (Pliés en 4, le show). Elle a été enregistrée au théâtre Le temple.
En 2010, l'émission est arrêtée le même jour que le lancement de l'émission Touche pas à mon poste ! également présenté par Cyril Hanouna.

## Pliés en 4, la quotidienne
Diffusée sept jours sur sept à 20h30 sur France 4, Pliés en 4, la quotidienne propose deux sketchs différents chaque jour.

## Pliés en 4, le show
Diffusée le samedi à 22h45 puis rediffusée le dimanche vers 18h00, Pliés en 4 le show fait son apparition, accompagné ici de son présentateur Cyril Hanouna sur scène. Lui et son équipe partiront dans la rue pour de nombreuses missions toujours en humour. Ils feront même intervenir des personnes du public pour des jeux les plus loufoques possibles. Mais ce sera aussi l'occasion de retrouver 5 humoristes pour les meilleurs sketchs diffusés dans Pliés en 4 la quotidienne.
À partir du 3 octobre 2008, une formule remaniée de Pliés en 4, le show sera diffusée le vendredi en seconde partie de soirée. Douze humoristes seront sélectionnés par les votes des internautes sur le site officiel de France 4 pour participer à une émission en première partie de soirée diffusé à la fin de l'année.